# Запрет на курение

Знак запрета курения

Запрет на курение — указание, запрещающее курение табака и подобных изделий при определённых условиях. В разных странах действуют различные ограничения и штрафы. Запрет на курение может быть объявлен владельцем помещения или закреплён в законодательстве
Основными целями запрета на курение являются пожарная безопасность и защита здоровья некурящих. К прочим же можно отнести сохранение чистоты помещений и большую производительность некурящих работников.

## Запрет на курение в странах мира

### Россия

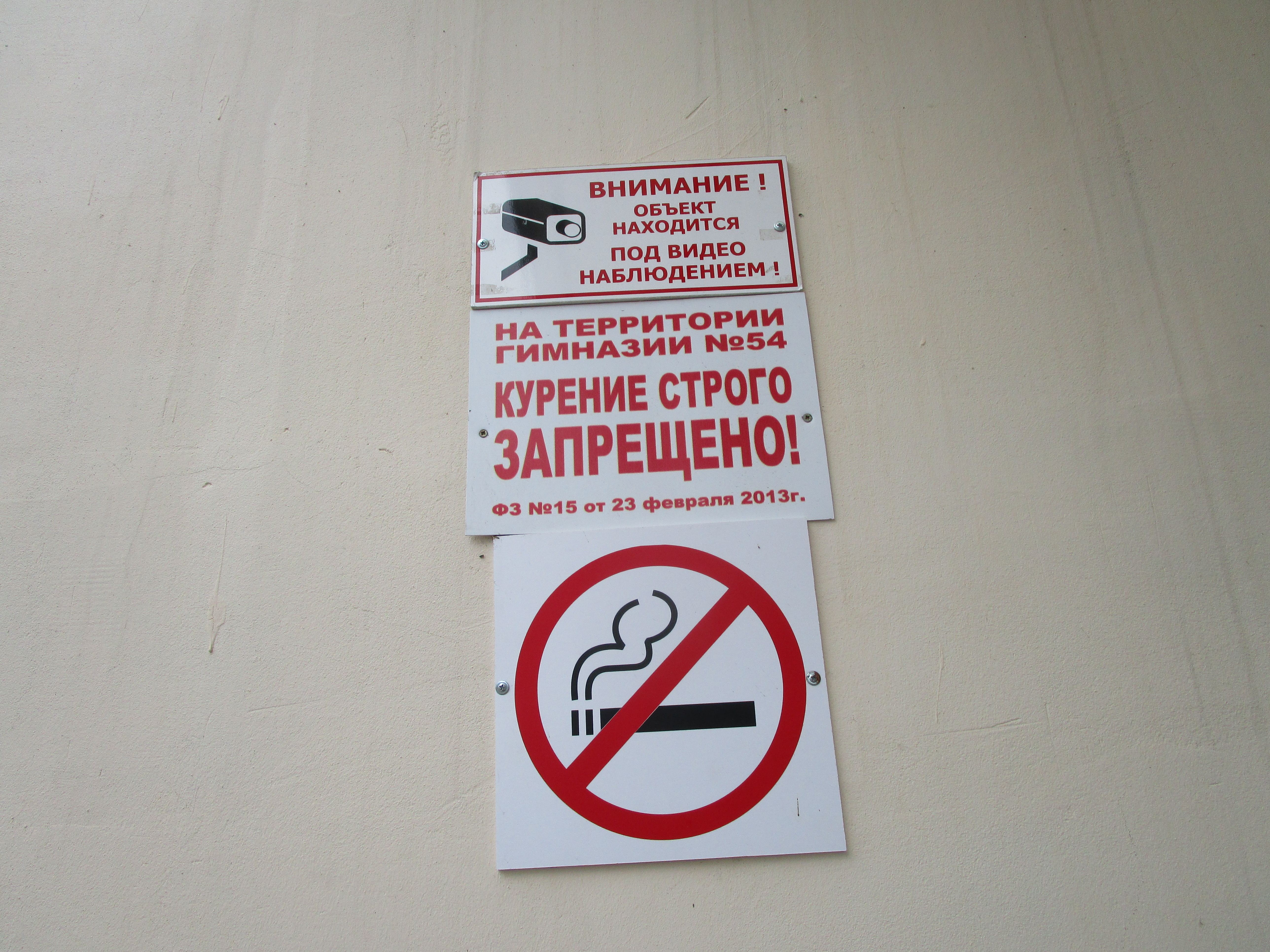

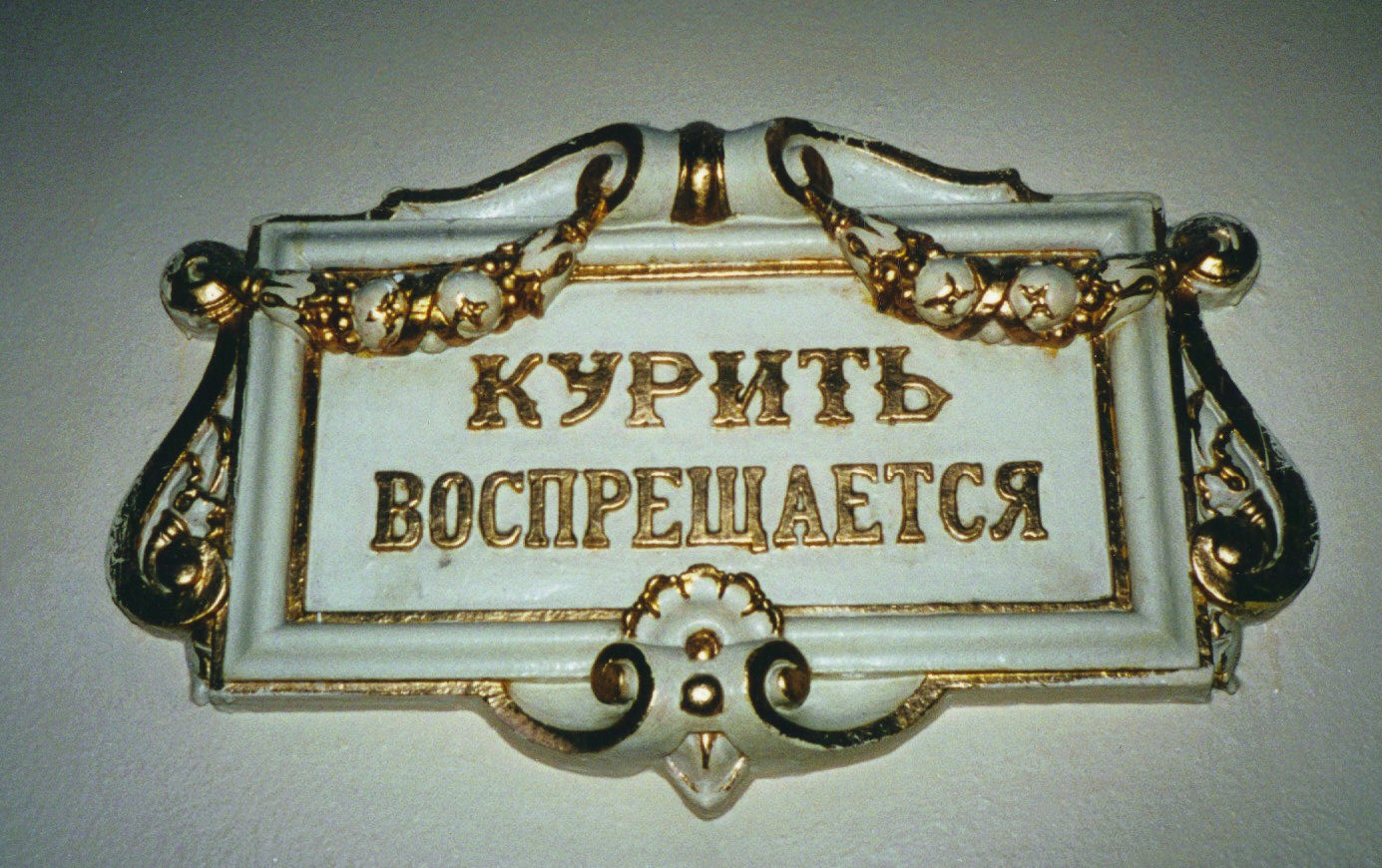

16 апреля 2008 года Совет Федерации одобрил присоединение России к рамочной конвенции Всемирной организации здравоохранения по борьбе против табака, принятой на 56-й сессии Всемирной ассамблеи здравоохранения 21 мая 2003 года, к которой (по состоянию на апрель 2007 года) присоединились 145 стран и Европейский союз.
18 октября 2012 года Правительство России одобрило разработанный законопроект о запрете курения в стране.
23 февраля 2013 года президент России подписал федеральный закон «Об охране здоровья граждан от воздействия окружающего табачного дыма и последствий потребления табака», вступивший в силу 1 июня 2013 года.
С 1 июня 2014 года начали действовать ещё несколько статей Закона «Об охране здоровья граждан от воздействия окружающего табачного дыма и последствий потребления табака». Запрещено курить в поездах дальнего следования, на судах дальнего плавания, в гостиницах, общежитиях и прочих предприятиях гостиничного бизнеса, на предприятиях бытовых услуг, торговли, общественного питания, рынках, пассажирских железнодорожных платформах пригородного сообщения. Масштабные ограничения в торговле: продажа табачных изделий прекратилась в киосках и разрешена только в магазинах и павильонах. Запрещается розничная торговля табаком на ярмарках, выставках, путём развозной и разносной торговли (за исключением сел, где нет магазина), дистанционным способом и с использованием автоматов.
В магазинах запрещается свободная выкладка табачных изделий — их можно продавать только по запросу покупателей, «из-под прилавка». Чтобы покупатели могли ориентироваться, в торговом зале можно вывесить лишь список табачных изделий — с указанием цен, но без каких-ли тобо картинок.
При демонстрации аудиовизуальных произведений, включая теле- и видеофильмы, а также теле-, видео- и кинохроникальных программ, в которых демонстрируются табачные изделия и процесс курения, организатор должен обеспечить трансляцию социальной рекламы о вреде потребления табака перед началом или во время демонстрации.
Нарушение установленного федеральным законом запрета курения табака на отдельных территориях, в помещениях и на объектах влечет наложение административного штрафа на граждан в размере от пятисот до трёх тысяч рублей.
Запрет на продажу табачных изделий для несовершеннолетних, продажа никотиносодержащих товаров для молодёжи только по паспорту.
Запрет на продажу табачных изделий депутаты предлагают сделать и для беременных, также для людей пришедших в магазин с детьми.
В 2023 году депутаты из Санкт-Петербурга предложили навсегда запретить продажу сигарет людям родившимся после 2011 года.

### Турция
19 мая 2008 года в Турции вступил в силу закон, запрещающий курение во всех общественных местах. Запрещается курение в правительственных учреждениях, торговых центрах, школах, больницах, на стадионах и рабочих местах. Для кафе и ресторанов был введён переходный период до июля 2009 года. В гостиницах курить можно только в особых курительных комнатах. Курение разрешено только на открытом воздухе на определённом удалении от зданий и мест общественного и государственного значения.

### Украина

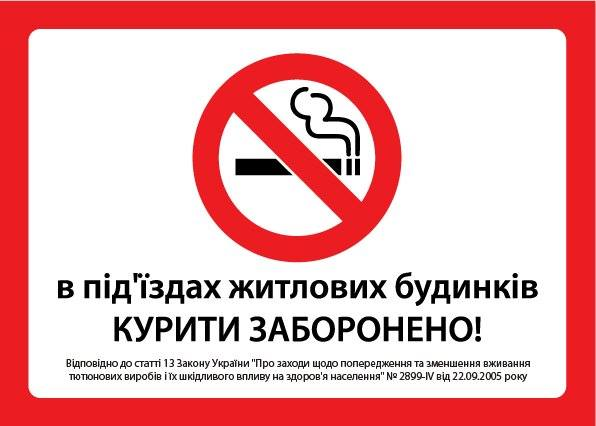

С 1 июля 2006 года на Украине ужесточился контроль за курением в общественных местах, в связи с чем для некурящих должно отводиться не менее 50 % площади общественных мест.
В сентябре 2005 года Верховная Рада усилила борьбу с курением, запретив курение на рабочих и в общественных местах, за исключением особо отведённых мест.

#### Киев
Киевский городской совет ввёл ряд ограничений на курение в общественных местах. В частности, запрещено курить на детских площадках, остановках общественного транспорта, в подъездах многоэтажных жилых домов, общежитиях и подземных переходах. Этот запрет касается также лифтов и домовых лестниц многоэтажных жилых домов. Кроме того, запрещено курение в 50-метровой зоне вокруг остановок общественного транспорта. В перечень полного запрета на табакокурение вошли таксофоны, церкви и 50-метровая зона вокруг них; заведения образования, здравоохранения, культуры, физической культуры и спорта; зоны отдыха, включая парки, пляжи, скверы; летние площадки, закрытые и открытые спортивные сооружения, рабочие места предприятий, учреждений и организаций различной формы собственности.

#### Донецк
В 2006 году сессия Донецкого горсовета признала 23 зоны города «свободными от курения и распития спиртных напитков». На сессии было принято решение Об определении мест, свободных от курения и распития спиртных напитков на территории города Донецка.
В соответствии с решением, на 23-х улицах, бульварах, площадях, скверах, парках, территориях у исполкомов, а также территориях всех объектов здравоохранения, учебных заведений, дошкольных заведений, детских, игровых и спортивных внутри дворовых площадки жилых кварталов запрещается курить и употреблять спиртные напитки.

### Белоруссия
Введен запрет на курение в 15 крупнейших парках и площадях Минска.

### Норвегия
Курить в общественных местах в Норвегии запретили в 1988 году, запрет на курение в барах приняли в июне 2004 года.

### США

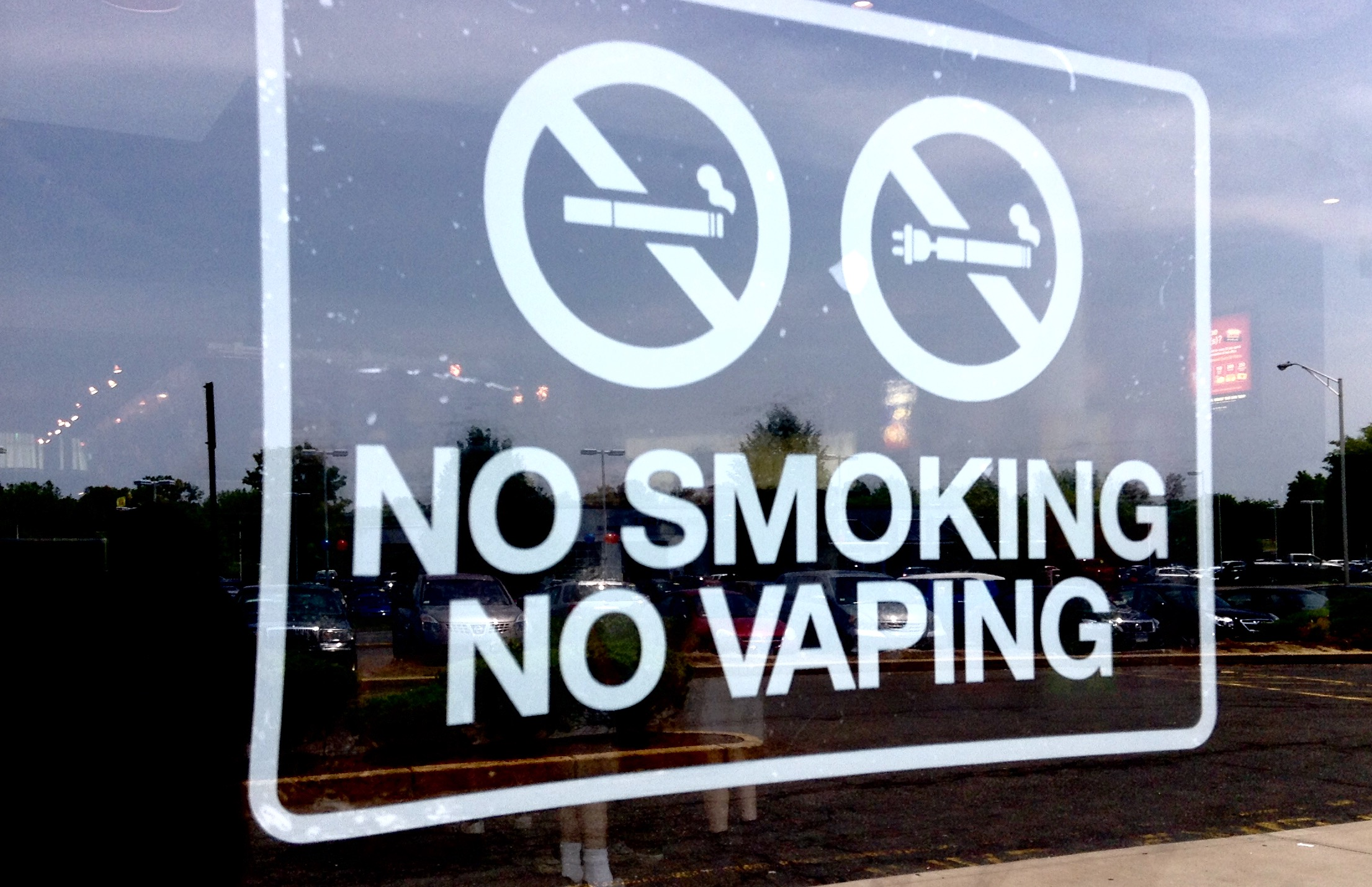
США

Запрещено курение в общественных местах. Антитабачный закон был принят конгрессом в начале июня 2009 и утвержден президентом. Управление по контролю за продуктами и лекарствами получило право устанавливать ограничения на уровень никотина в сигаретах с целью ограничить курение среди молодых людей, ограничивать использование в табачных изделиях ароматизаторов, а также запрещать рекламу, целевой аудиторией которой является молодежь; отслеживать исполнение нового запрета на наружную рекламу табака в радиусе 300 метров от школ (табачные компании будут обязаны получать в УКПЛ разрешения на производство новых продуктов). Помимо этого, все упаковки с табачными продуктами должны содержать специальную графику, сообщающую об опасности курения.

### Аргентина
Во втором по численности населения городе страны, Кордове, введён запрет на курение за рулем автомобиля. Нарушителям – штраф $111 или лишение свободы сроком от 15 до 90 дней.

### Колумбия
Курение запрещено в общественном транспорте, во всех закрытых общественных и рабочих местах без исключения. Действуют серьезные ограничения на маркировку табачной продукции, оформления упаковки и рекламу табака.

### Куба
Введён запрет на курение в закрытых помещениях заведений питания Гаваны, которые находятся в собственности государства.

### Перу
Курение запрещено во всех закрытых общественных помещениях, к которым относятся гостиницы, бары, рестораны, кафе и ночные клубы. Курить разрешается только на открытых местах.

### Уругвай
Президент Уругвая Табаре Васкес во время своего первого президентского срока принял ряд жестких мер, направленных на борьбу с курением. В стране были резко повышены налоги на табачную продукцию, введен запрет на курение в общественных местах и рекламу сигарет. 80% поверхности пачки сигарет должна занимать информация о вреде курения.

### Эквадор
14 июня 2011 года парламент Эквадора принял законопроект о контроле и регулировании табака, содержащий строгие правила для курильщиков и продавцов табачных изделий. Установлен полный запрет на курение во всех закрытых помещениях на производстве, в общественных местах и спортивных помещениях, во всех закрытых и открытых помещениях медицинских и образовательных учреждений, а также в общественном транспорте. Запрещена любая реклама, стимулирование продажи и спонсорство табака; продажа несовершеннолетним. Согласно принятому закону, органы образования и здравоохранения должны включать вопросы, связанные с табаком, в учебные программы и проводить кампании по повышению осведомленности общественности.

### Ямайка
В 2013 году на Ямайке был принят закон о запрете курения сигарет и других табачных изделий в общественных местах и закрытых общественных помещениях, включая заведения общепита, а также вблизи школ, правительственных зданий, остановок городского транспорта, спортивных сооружений и офисов.

### Европа

#### Австрия
C 2010 года вступил в силу закон, который запрещает курение в кафе и ресторанах. Владельцы заведений площадью до 50 квадратных метров могут самостоятельно выбирать, будет кафе/ресторан полностью для некурящих или бездымным. Нарушение закона карается штрафом в размере до 10 тысяч евро.

#### Бельгия
С 1 января 2007 года в Бельгии действует запрет на курение в ресторанах. С 1 января 2010 года к этому добавился запрет на курение в кафе, где помимо напитков можно заказать и еду.

#### Болгария
С июня 2012 года действует полный запрет на курение в общественных местах, в частности, в заведениях общественного питания. За нарушение курильщикам грозит штраф в размере от €150 до €250, а владельцам заведений, которые допустили нарушения - от €1500 до €2500, а при повторном нарушении – до €5000. Правда, в декабре 2012 приняли закон, который несколько смягчает этот запрет – курение позволяется после 22.00.

#### Великобритания

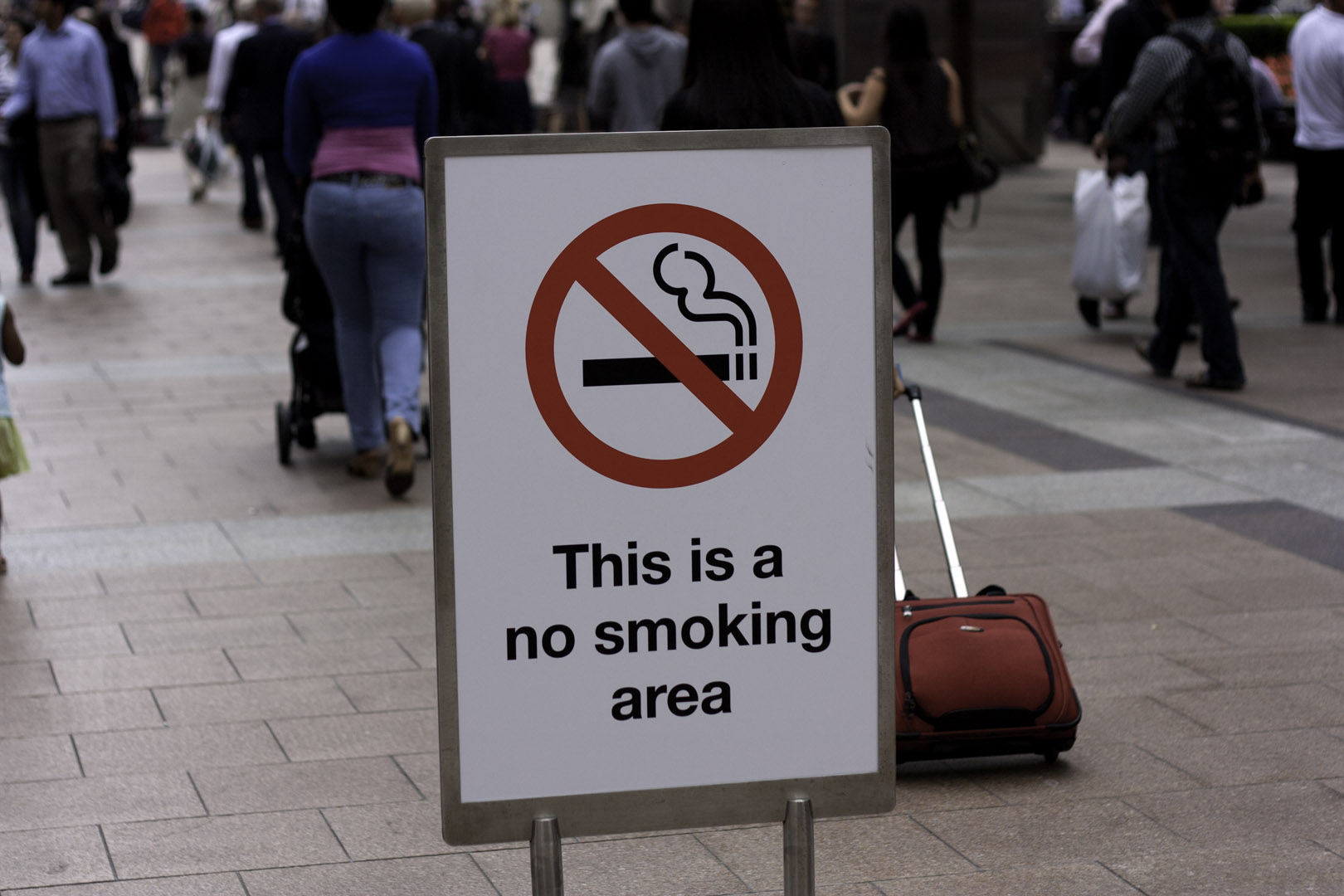

Вышедший в 2006 году в Соединенном Королевстве Health Act 2006 запрещает курение в общественных местах и на рабочем месте. Также запрещено курение на футбольных стадионах. За нарушение правил взимается штраф в размере 50 фунтов стерлингов, при повторной попытке закурить возможно принудительное удаление нарушителя со стадиона.
В Англии с 1 июля 2007 года в силу вступил закон, запрещающий курение не только на рабочем месте и ресторанах и столовых, но также и во всех пабах и клубах. В Уэльсе подобный закон вступил в действие на день позже — 2 июля. В Шотландии помимо запрета на курение на рабочем месте, в пабах, клубах и ресторанах запрещено курить также в общественном транспорте, на вокзалах и остановках. Нарушителям грозит штраф в размере 50 фунтов. В Северной Ирландии закон о запрете курения действует с 30 апреля 2007.

#### Венгрия
С января 2012 года введен запрет на курение в общественных местах, но он не распространяется на заведения общественного питания. Штрафы за нарушение – от €75 до €190.

#### Германия

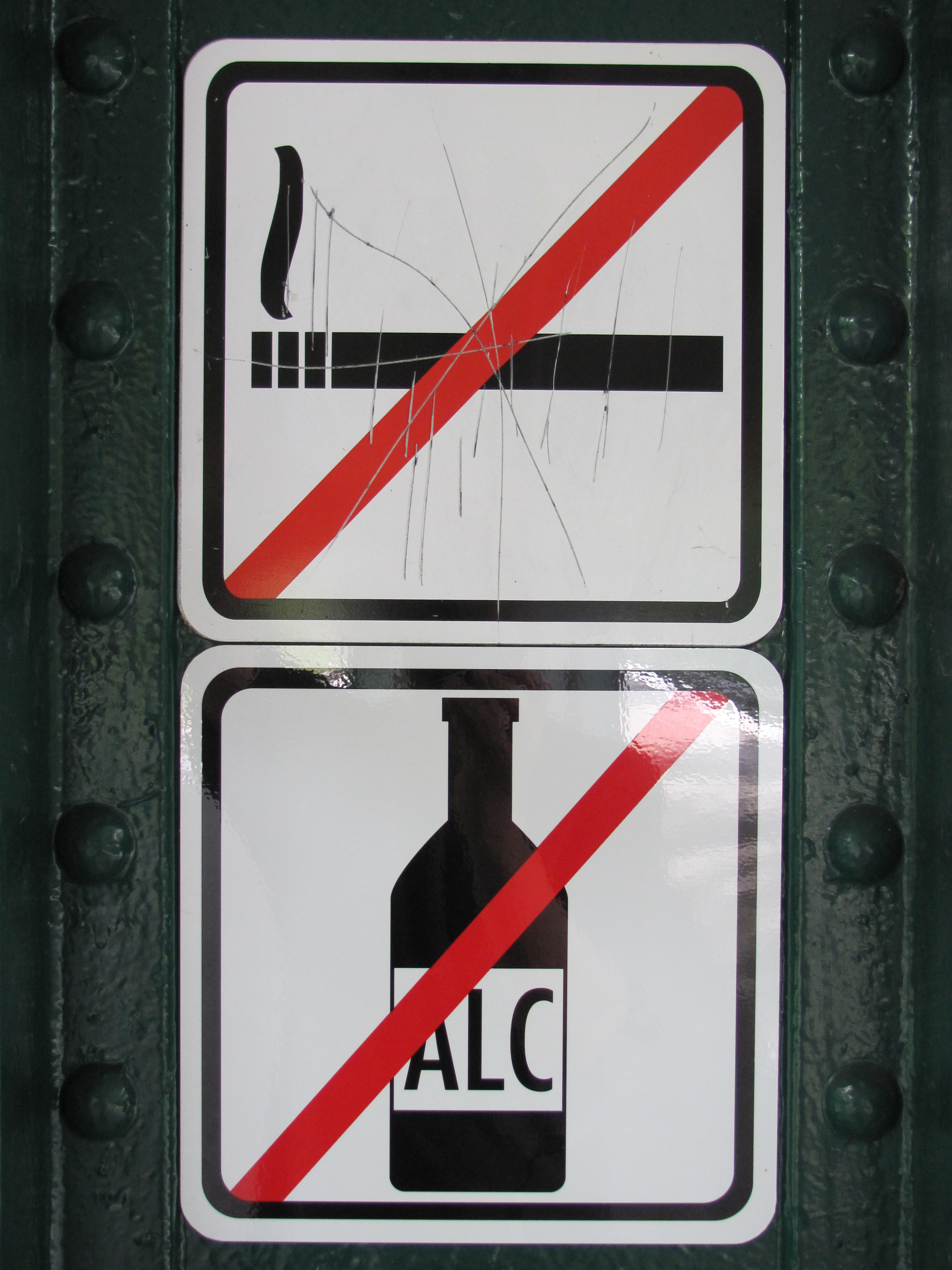
Германия

с 1 января 2008 года (в некоторых землях закон действует с 1 августа 2007) вступил в силу федеральный закон о запрете курения в общественных местах, на вокзалах и в общественном транспорте. Курение возможно лишь в особо оборудованных помещениях. Нарушитель может быть оштрафован на сумму от 5 до 1000 евро. Также запрещено продавать табачные изделия лицам, не достигшим 18 лет. С 1 июля 2008 года две последние земли — Тюрингия и Северный Рейн-Вестфалия — ввели на своих территориях запрет на курение в ресторанах, барах, кафе и дискотеках. Отныне запрет на курение в общественных местах действует во всех 16 землях Германии. В Баварии курить в барах и ресторанах можно лишь тогда, когда всё заведение арендовано т. н. «закрытым обществом».

#### Греция
С 1 сентября 2010 года в Греции введён запрет на курение в общественных местах. Размер штрафа зависит от количества предыдущих нарушений против запрета, и составляет от 50 до 10 тысяч евро.

#### Грузия
Власти Грузии принимали ограничивающие табакокурение законы в 2005, 2006, 2011 годах. В настоящее время в стране действует запрет на курение в следующих местах: в школах, ВУЗах и прочих учебных заведениях, в детских садах и других воспитательных учреждениях и на расстоянии ближе 50 метров от них, в зданиях государственных учреждений, в больницах и поликлиниках, в общественном транспорте, в заведениях общественного питания, в которых клиентам не подаются спиртные напитки. Запрещена продажа сигарет и прочей табачной продукции несовершеннолетним. За курение на территории образовательных учреждений - штраф 200 лари (что составляет ок. 112 долларов), в других местах - 5-10 лари (примерно 3-6 долларов) для физических лиц, и до 200 лари для организаций; за продажу табачных изделий несовершеннолетним предусмотрен штраф в размере 50 лари (примерно 28 долларов)

#### Дания
Разрешено курить в небольших барах до 40 квадратных метров. Также закон позволяет курить в специальных местах, отведенных для этого. Запрет вступил в силу в 2007 году.

#### Ирландия
В 2004 году Ирландия стала первой страной в мире, в которой запретили курение в заведениях питания.

#### Испания
Запрет курения в заведениях общественного питания действует с 2011 года. Летом 2012 вступил в силу запрет курения на пляжах. Пока она распространяется лишь на пляж Моран острову Гран Канария, где отныне нужно отводить 75 % пляжа некурильщикам и 25 % - курильщикам. В 2013 году власти расширили частичный или полный запрет и на другие пляжи страны.

#### Италия
10 января 2005, третьей в Европе, после Ирландии и Норвегии, ввела запрет на курение в общественных местах. Запрещено курить во всех помещениях (в том числе в кафе, ресторанах и гостиницах). Нарушителю грозит штраф до 275 евро.

#### Нидерланды
Курить нельзя в ресторанах и кафе с 2008 года. При этом в популярных кофешопах разрешается курить марихуану. С 2010 года закон не распространяется на кафе и бары площадью до 70 квадратных метров.

#### Польша
Закон, запрещающий курение в ресторанах, образовательных и медицинских учреждениях, на остановках общественного транспорта был принят в ноябре 2010 года.

#### Португалия
В Португалии принят закон, согласно которому запрещено курить в закрытых помещениях (кафе, рестораны, дискотеки, бары, офисные помещения, школы (прочие учебные заведения), транспорт и другие объекты). Исключения составляют общественные места со специальными зонами для курения или вытяжками. В развлекательных заведениях (бары, клубы, рестораны, дискотеки) площадь которых более 100 квадратных метров, хозяин самостоятельно решает вопрос о разрешение или запрете курения на территории его заведения, но площадь отведенная для курящих отдыхающих, не должна превышать 30% и не курящие отдыхающие не должны испытывать дискомфорта от сигаретного дыма. Штрафы за нарушение правил курения - от 50 до 750 евро (для посетителей), а собственники заведений могут быть оштрафованы на несколько сот тысяч евро.

#### Румыния
В Румынии запрещается курить на улицах, в государственных учреждениях и на предприятиях. Во всех организациях надлежит оборудовать специальные помещения для курящего персонала. Бары, кафе, рестораны, ночные клубы и другие общественные места должны быть оснащены специальной системой вентиляции. За несоблюдение закона предусмотрены штрафы: для физических лиц – от 100 до 500 леев, а для юридических лиц – до 15 тыс. леев с возможным закрытием заведения в случае повторного нарушения.

#### Словакия
С 1 января 2009 года в стране вступил в действие закон о курении. Курить строго запрещено на закрытых остановках общественного транспорта и вблизи них, на стадионах и прочих спортивных объектах, в школах, детских садах, университетах, колледжах, театрах, кинотеатрах и в других культурно-выставочных учреждениях, в транспорте, на вокзалах и вблизи посадочных площадок. В кафе или ресторане курить разрешено, если в заведении имеется отдельный курящий зал. Курить нельзя даже в курящих вагонах транзитных иностранных поездов, пока они не покинут территорию Словакии. Штраф за нарушение антитабачного закона в стране составляет от 15 до 166 евро в зависимости от тяжести нарушения.

#### Финляндия
Финляндия первой в Европе запустила программу по полному отказу от курения. По планам правительства, в 2040 году Финляндия станет исключительно некурящей страной, свободной от никотиновой зависимости.
С 1 октября 2010 года в стране вступили в действие законы, жёстко ограничивающие распространение табачной продукции. Под запрет на курение попали территории детских садов, учебных заведений и прилегающих к ним территорий для прогулок. Также введено ограничение на ввоз сигарет в страну, а в 2015 году они пропали из торговых автоматов.

#### Франция
Во Франции закон о запрете курения в общественных местах вступил в силу 1 февраля 2007 года, нарушителям грозит штраф в размере 68 евро. По примеру других европейских стран с 1 января 2008 года курение запрещено во всех ресторанах, барах, кафе, дискотеках, а также заведениях с вывеской Tabac, специализирующихся на продаже табачных изделий. Нарушители штрафуются на 68, хозяин заведения — на 135 евро. Курение в общественных местах возможно только в особо оборудованных комнатах для курения, оборудованных мощной вытяжкой.

#### Хорватия
6 мая 2009, в Хорватии вступил в силу запрет на табакокурение в общественных местах. Закон о запрете курения распространяется только на закрытые помещения. Нарушители правил платят штраф около 135 евро. Владельцы заведений, позволившие курить клиентам в помещении, штрафуются на сумму до 20 тысяч евро, а их персонал в случае не предупреждения посетителя о запрете на курение платит штраф на сумму до тысячи евро.

#### Черногория
В Черногории действует закон, запрещающий курение в закрытых помещениях всех общественных и коммерческих объектов за исключением казино. За нарушение закона, владельцам ресторанов и кафе грозит штраф в размере до 20 тысяч евро. При этом курилки в заведениях общепита должны быть изолированы от утечки дыма, площадь их должна составлять не менее 10 квадратных метров.

### Азия

#### Бутан
Бутан является единственной страной в мире, где курение запрещено не внутри учреждений или в общественных местах, а полностью на всей территории страны. С 17 декабря 2004 года введён полный запрет на продажу и употребление табака. Сигареты нельзя ввозить в пределы страны. Штраф за курение составляет 175 евро. Кроме того, введён налог в 100 %, которым облагаются все табачные изделия, ввозимые в Бутан его гражданами для личного употребления. На иностранных туристов, дипломатов и сотрудников неправительственных организаций запрет не распространяется, но предусмотрено суровое наказание для иностранцев, которые будут продавать табак местным жителям. Запрет на курение в общественных местах впервые был введён ещё в середине XVII века основателем современного государства.

#### Израиль
Актерам театра запрещено курить на сцене в ходе выступления, даже если того требует пьеса. Введён также запрет на курение внутри медицинских учреждений и на их территории, на остановках общественного транспорта, спортивных и религиозных сооружениях.

#### Индия
С 2008 года полный запрет на курение в общественных местах действует на всей территории Индии, правила курения в общественных местах запрещают курить в госучреждениях, офисных зданиях, больницах, школах и институтах, на железнодорожных станциях, в аэропортах и на автобусных остановках, а также в гостиницах и ресторанах. Штраф за нарушение правил составляет 200 рупий (около 210 рублей), штрафовать курильщиков разрешается полицейским, а также руководителям учреждений - директорам школ и институтов, администрации гостиниц и ресторанов.

#### Казахстан
Кодекс о здоровье народа и системе здравоохранения Республики Казахстан запрещает с 9 октября 2009 года курение во всех общественных местах. Введён запрет на продажу табачных изделий с полок самообслуживания, а также лицам, не достигшим 21 года, введена ответственность за ложные и недостоверные сведения о свойствах табачного изделия, запрещено курение в общественных местах. Кодексом запрещается курение в организациях образования, здравоохранения, музеях, пунктах общественного питания, кинотеатрах, театрах, цирках, выставочных и спортивных залах и других крытых зданиях, предназначенных для массового отдыха, в том числе в ночных клубах и дискотеках. В данных местах курение полностью запрещено, без всяких исключений для мест курения. Вводится запрет на курение также в подъездах домов и помещениях, являющихся рабочими местами. В зданиях вокзалов и аэропортов, а также ресторанах и кафе можно курить лишь в специально установленных для этого местах. Штрафы за курение в общественных местах с введением нового Кодекса «О здоровье народа и системе здравоохранения» увеличены вдвое, контроль за ограничением табакокурения возложен на МВД.

#### Китай

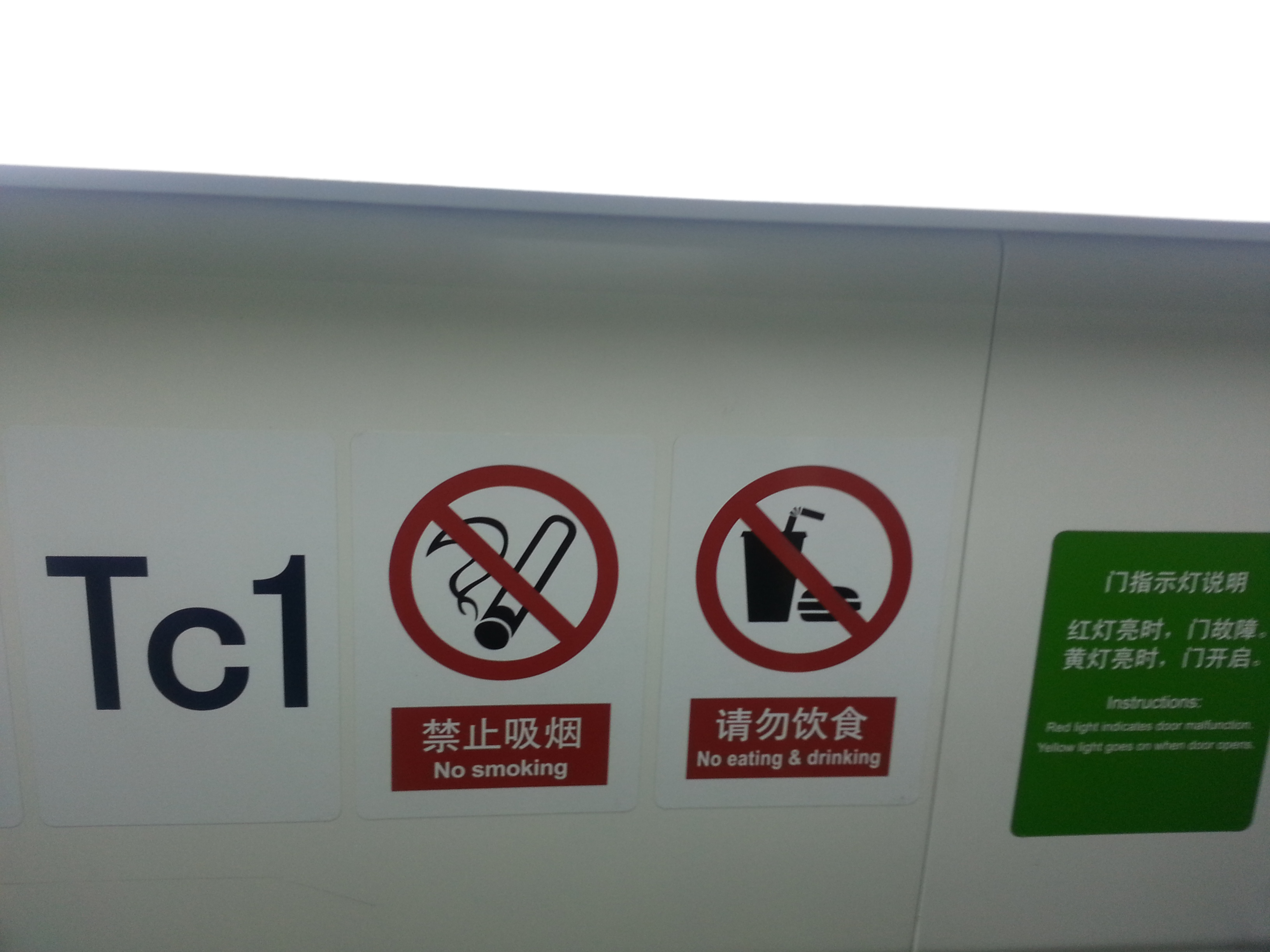

В семи крупнейших городах Китая действует эксперимент по полному запрету курения в общественных и на рабочих местах. Полигонами для опыта выбраны Тяньцзинь (третий по величине город материкового Китая), Чунцин (один из крупнейших городских агломератов КНР), центр одной из особых экономических зон Шэньчжэнь и провинциальные столицы Шэньян, Харбин, Наньчан, Ланьчжоу.
По подсчётам ВОЗ, в Китае проживает треть мировых курильщиков. По данным официальной статистики, курят около 350 млн китайцев, 60 % мужского населения страны и 3 % — женского. Пассивными курильщиками считаются 540 млн.

#### Ливан
С 2012 года действует запрет на курение в общественных местах, в частности, в заведениях общепита, магазинах и на рабочих местах.

#### Малайзия
Полный запрет на курение действует в расположенном к югу от Куала-Лумпура историческом городе Малакка.

#### Монголия
В октябре 2012 принят закон о полном запрете курения в общественных местах, в частности, в заведениях общественного питания.

#### Непал
В Непале действует запрет на курение в общественных местах (аэропорты, гостиницы, рестораны, правительственные здания и офисы компаний, а также некоторые парки и храмы, дома престарелых и приюты для детей), а также запрет на продажу табачной продукции в радиусе 100 метров от указанных мест. Штраф за нарушение запрета - 100 рупий, однако за повторное нарушение курильщикам придется заплатить до 100 тысяч рупий. Штраф полагается и за продажу сигарет беременным женщинам и лицам, не достигшим 18 лет (10 тысяч рупий), а также на рекламу табачной продукции и табачное спонсорство (100 тысяч рупий).

#### Объединённые Арабские Эмираты
Курить запрещено в общественном транспорте и закрытых помещениях, в храмах, учебных и медицинских учреждениях, на стадионах. Нельзя выращивать табак, а также курить в частных автомобилях, перевозящих детей в возрасте до 12 лет. При этом продавать табачные изделия разрешено только в строго определённых местах.
Нарушителей закона ждёт штраф до одного миллиона дирхамов, а также тюремное заключение на срок не менее двух лет. Для контроля за соблюдением закона при кабинете министров существует особый комитет по борьбе с табакокурением.

#### Пакистан
В 2002 году президент Пакистана Первез Мушарраф специальным законом ввел запрет на курение в общественных местах, включая рестораны, кинотеатры и фойе гостиниц, а также на государственной службе и в автобусах. Курильщик, нарушивший закон, на первый раз отделается штрафом в 17 долларов. Повторное нарушение будет стоить 1700 долларов, реклама табачной продукции или её реализация малолетним, карается штрафом в 85 долларов (при первом нарушении), а если нарушитель будет уличен в этом во второй раз, ему грозит три месяца тюрьмы.

#### Сингапур

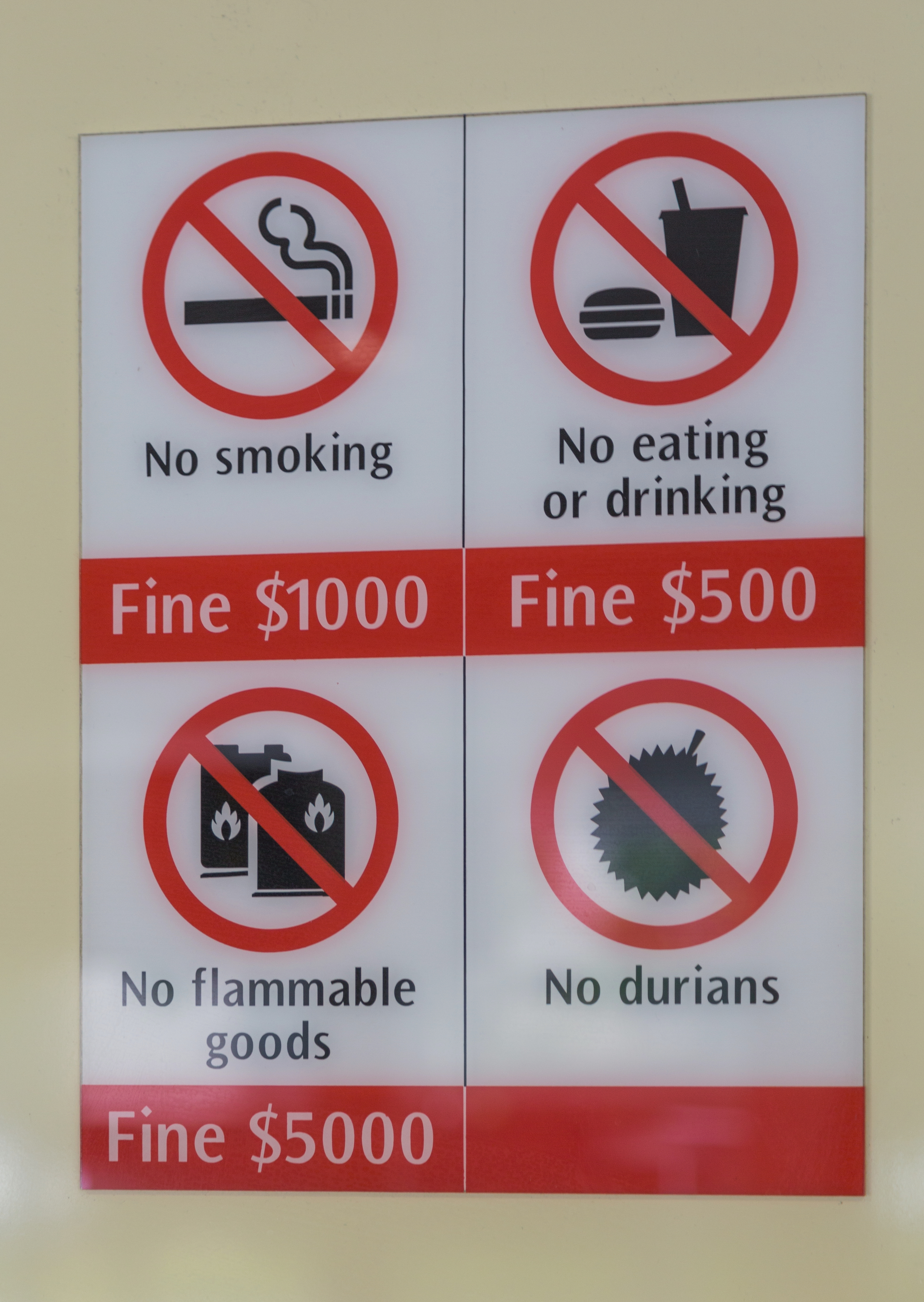
Сингапур

С начала 1970-х годов действует закон, запрещающий курить в помещении с кондиционером или общественном месте. В понятие общественного места входят кинотеатры, торговые центры, кафе и офисы. В июле 2006 г. этот список был дополнен номерами с кондиционерами, фуд-кортами, торговыми киосками. Год спустя, в июле 2007 года добавились развлекательные центры, такие как бары, дискотеки и ночные клубы. Также есть ограничение на автобусных остановках и станциях метро (на станциях метро с 1987 года после пожара на станции), которые обязывают курильщиков быть на расстоянии от этих мест не менее чем на 5 м. Первый раз нарушителю придётся заплатить SGD 200, лица не достигшие 18 лет заплатят SGD 300, в последующие разы до SGD 1000. Огромные штрафы взимаются также за бросание мусора (в том числе окурки) и плевки в общественных местах.

#### Сирия
В Сирии с 11 октября 2009 года введён запрет на курение в общественных местах. Курильщикам, пойманным с зажжённой сигаретой в кафе, барах и ресторанах, теперь грозит штраф в размере 2 тысяч сирийских фунтов. Запрет распространяется не только на курение табачных изделий и трубок, но и на кальяны.

#### Таиланд
В Таиланде действует запрет на курения на пляжах. Штраф за нарушение составляет до 100 тыс. бат или лишение свободы на срок до года. Также с  20 августа 2019 запрещено курение в жилых домах, нарушившие закон могут предстать перед судом по делам несовершеннолетних или даже перед уголовным судом.

#### Туркменистан
В Туркменистане запрет на курение в общественных местах вступил в силу в 2000 году. Кроме президентского указа "О запрете курения в общественных местах и учреждениях всех форм собственности, а также на улицах страны", в стране запрещена реклама табака, также правилами дорожного движения запрещено курение за рулем. Начиная с 20 февраля 2017 года, размер штрафа за курение в общественных местах в Туркмении увеличен с 60—75 манатов до 300 манатов. Также в 2015 году страна взяла на себя обязательства по достижению к 2025 году статуса страны, свободной от табака.

#### Узбекистан
В апреле 2012 года запустили запрет на курение в аэропортах и на самолётах, а также во всех общественных местах, за исключением заведений общественного питания, мест для свадьбы или других торжественных и ритуальных мероприятий.

#### Филиппины
На Филиппинах запрещено курение в учебных заведениях, больницах, клиниках, во всех общественных закрытых помещениях, администрациям которых поручено выделить специальные комнаты для курящих, а также продажа табачных изделий подросткам до 18 лет. Власти популярного филиппинского курорта Давао ввели строгий запрет на курение в общественных местах. Тех, кого застигнут с сигаретой, ожидает крупный штраф. Если нарушитель попадется трижды - он может попасть в тюрьму на несколько дней.

### Африка

#### Алжир
Закон запрещает курение в учреждениях образования, здравоохранения, спорта и культуры. Курение на рабочих местах допускается в специально отведенных зонах. В общественном транспорте, курение разрешено лишь в местах, специально обозначенных для курения. В алжирском городе Атуф, расположенном в 600 км к югу от столицы, уже несколько веков запрещено курение, купить сигареты можно не ближе, чем в семи километрах от Атуфа. Нарушителям запрета грозят немалые штрафы.

#### Бенин
Курение запрещено во многих помещениях и общественных местах, но разрешено в специально отведенных местах для курения в определенных местах, в том числе в аэропортах, гостиницах, ресторанах и барах. В дошкольных учреждениях, начальных школах и средних школах, запрещено курение в помещении и на открытых площадках. Курение запрещено во всех видах общественного транспорта.

#### Габон
Курение запрещено в общественных местах, на работе и в общественном транспорте. Кроме того, антитабачное законодательство требует создание зон для курения в определённых местах (морские и железнодорожные вокзалы, аэропорты, автобусные терминалы, гостиницы, магазины, дискотеки, ночные клубы, казино, рестораны и супермаркеты). Запрещается продажа табачных изделий через Интернет, а также в школах, на детских площадках, стадионах, в медицинских учреждениях, учреждениях культуры, социального обслуживания. Продажа табачных изделий запрещается лицам, не достигшим 18 лет.

#### Египет

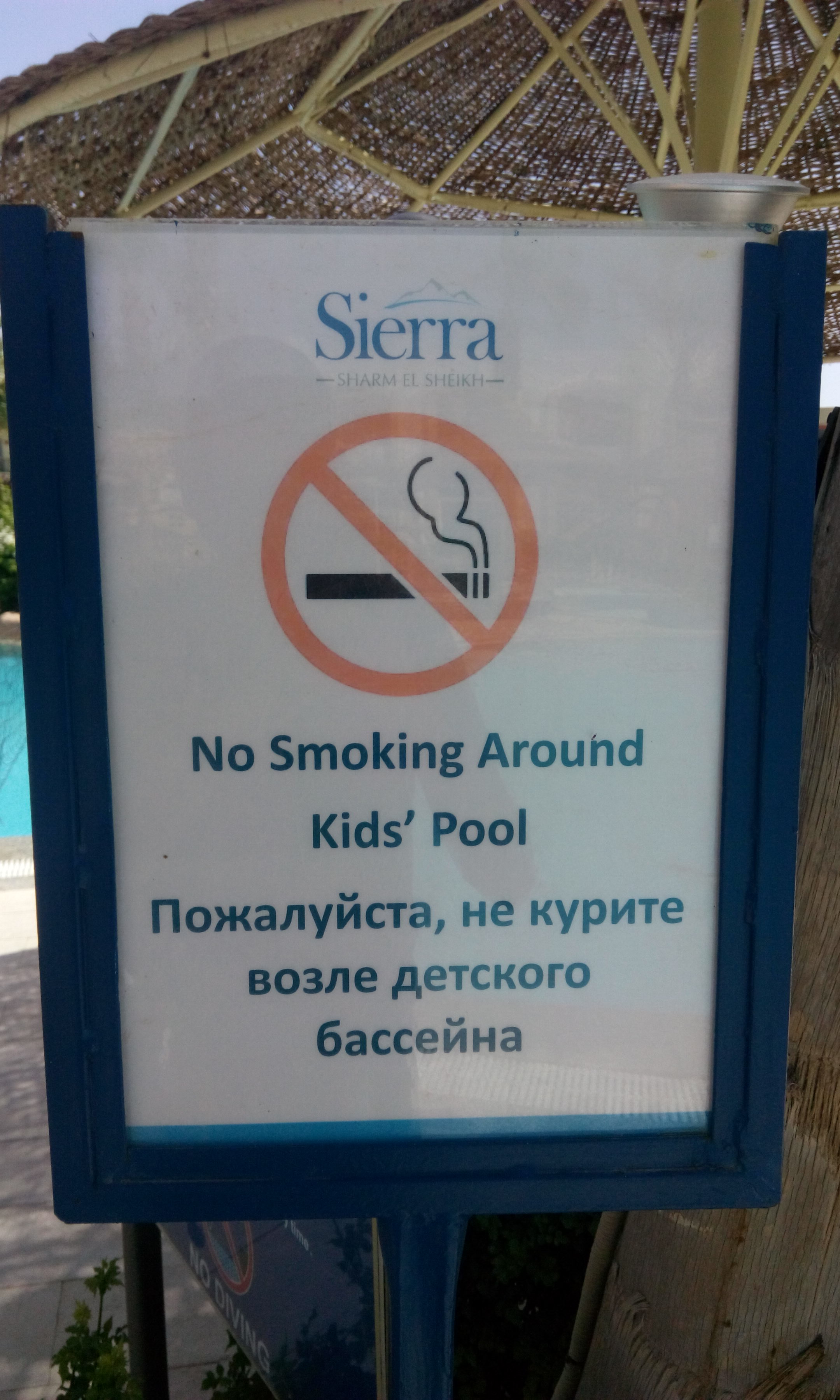
Египет

На улицах Египта запрещено курить, а штраф составляет около 18 долларов США.

#### Кения
В Кении запрещено курить в общественных местах (офисных зданиях, жилых районах, образовательных учреждениях, судах, церквях, мечетях, полицейских участках, тюрьмах, рынках, парках, кино, театрах, детских домах и игровых площадках). Нарушителям закона грозит тюремное заключение сроком от 6 месяцев до 3 лет или штраф в размере от 50 тыс до 3 млн кенийских шиллингов. Закон также запрещает продажу табачной продукции лицам моложе 18 лет и рекламу табачных изделий на общественных мероприятиях

#### Нигерия
Власти Нигерии объявили о полном запрете с 1 июня 2008 года курения во всех общественных местах столицы страны - Абуджи. Нарушители могут быть арестованы. Такими методами правительство намерено заставить людей соблюдать антитабачный закон, принятый еще в 1994 году.

#### ЮАР
В ЮАР принят закон, который фактически лишает возможности курить даже на открытом воздухе, нарушение правил курения карается штрафом в 500 рандов.